# Anatolij Aleksandrow (fizyk)
Anatolij Pietrowicz Aleksandrow (ros. Анато́лий Петро́вич Алекса́ндров, ur. 31 stycznia?/13 lutego 1903 w Taraszczy, zm. 3 lutego 1994 w Moskwie) – radziecki fizyk, pedagog, prezydent Akademii Nauk ZSRR (1975–1986), trzykrotny Bohater Pracy Socjalistycznej (1954, 1960 i 1973).

## Życiorys
Urodzony w rodzinie rosyjskiego sędziego pokoju, kształcił się w 1 Szkole Realnej w Kijowie, później w 6 Kijowskiej Szkole Pracowniczej, działał w kółku fizyczno-chemicznym szkół średnich Kijowa. Później studiował na Uniwersytecie Kijowskim, po ukończeniu którego nauczał fizyki i chemii w jednej z kijowskich szkół, pracował w Kijowskim Instytucie Rentgenowskim (Medycznym)m na Wydziale Rentgenowsko-Fizycznym, zajmował się fizyką dielektryków. Jego (i innych pracowników wydziału) eksperymentalne prace przyciągnęły uwagę Abrama Ioffego, dzięki czemu od 1930 pracował w Instytucie Fizyczno-Technicznym w Leningradzie, gdzie zaczął zajmować się właściwościami elektrycznymi i mechanicznymi polimerów, w 1933 opracował metodę otrzymywania mrozoodpornej gumy z syntetycznego kauczuku, która znalazła szerokie zastosowanie w lotnictwie i artylerii. Podczas II wojny światowej kierował pracami ochrony statków przed minami magnetycznymi i torpedami, poza tym wspólnie z I. Kurczatowem i N. Tuczkiewiczem stworzył metodę ochrony przeciwminowej, dzięki czemu w czasie wojny żaden statek wyposażony w odpowiedni system nie został zniszczony przez miny magnetyczne. Od 1943 brał udział w pracach nad stworzeniem broni atomowej, pracował w Laboratorium nr 2 Akademii Nauk ZSRR, w latach 1946–1955 dyrektor Instytutu Problemów Akademii Nauk ZSRR, od 1953 akademik Akademii Nauk ZSRR. Od 1955 zastępca dyrektora, a od 1960 dyrektor Instytutu Energii Atomowej, w latach 1975–1986 prezydent Akademii Nauk ZSRR, od 1988 honorowy dyrektor Instytutu Energii Atomowej im. Kurczatowa.  W 1977 r. został członkiem zagranicznym PAN. Wniósł wielki wkład w stworzenie atomowej floty podwodnej ZSRR. Od 1961 członek KPZR, od 1966 członek KC KPZR. Deputowany do Rady Najwyższej ZSRR V, VI i od IX do XI kadencji. Honorowy obywatel Siewierodwińska (1983). Pochowany na Cmentarzu Mitińskim w Moskwie.

## Odznaczenia i nagrody
- Medal Sierp i Młot Bohatera Pracy Socjalistycznej (trzykrotnie - 4 stycznia 1954, 15 maja 1960 i 12 lutego 1973)
- Order Lenina (dziewięciokrotnie - 1945, 29 października 1949, 1953, 4 stycznia 1954, 1956, 12 lutego 1963, 1975, 10 lutego 1978, 11 lutego 1983)
- Order Rewolucji Październikowej (1971)
- Order Wojny Ojczyźnianej I klasy (11 marca 1985)
- Order Czerwonego Sztandaru Pracy (10 czerwca 1945)
- Nagroda Leninowska (1959)
- Nagroda Stalinowska (czterokrotnie - 1942, 1949, 1951 i 1953)
- Złoty Medal im. Łomonosowa Akademii Nauk ZSRR (1978)
- Złoty Medal im. Kurczatowa Akademii Nauk ZSRR (1968)

i medale.